# Ecklgrubensee
Der Ecklgrubensee (auch Eckelgrubensee und Ecklgrubsee) ist ein See in der Marktgemeinde Bad Hofgastein im österreichischen Bundesland Salzburg.

## Geografie
Der Ecklgrubensee liegt auf einer Höhe von 2046 m ü. A. in der Katastralgemeinde Vorderschneeberg der Marktgemeinde Bad Hofgastein. Die Ecklgruben, in der sich das Gewässer befindet, ist eine weitläufige Talsenke. Umstehende Berge sind die von der Gasteiner Höhe verbundenen Gipfel Kalkbretterkopf (2412 m ü. A.) im Nordwesten und Mitterastenkopf (2401 m ü. A.) im Südwesten. Die Ecklgruben wird im Norden und Süden von steilen Felswänden, im Osten von einer niedrigen Barriere und im Westen von einem steilen Schuttgelände gerahmt. In Seeufernähe steht mit der Ecklgrubenhütte eine steinerne Almhütte.
Über das Schuttgelände im Westen wird der Ecklgrubensee von mehreren Rinnsalen gespeist. Im See hat mit dem Kargraben ein linker Nebenbach des Angerbachs seinen Ursprung. Etwa 500 m südwestlich des Ecklgrubensees befindet sich der Mitterastensee. Weitere Gebirgsseen im Einzugsgebiet des Angersbachs sind der Große und der Kleine Erzwiessee.
Der Ecklgrubensee nimmt eine Fläche von 0,2 ha ein. Er ist 65 m lang und 50 m breit. Sein Umfang beträgt 180 m. Im Sommer schrumpft die Wasserfläche vorübergehend.

## Geschichte und Kultur
Die Ecklgrubenhütte wurde in den 1960er Jahren erbaut. Ihr Dach wurde 2012 erneuert. Der Ecklgruben-Pass ist eine der zahlreichen Krampus-Gruppen („Passen“) des Gasteinertals. Er wurde 2008 gegründet und ist in Lafen und Vorderschneeberg aktiv.

## Ökologie und Wirtschaft
Der Ecklgrubensee hat den Charakter eines naturnahen Weihers. Nördlich davon erstreckt sich ein Niedermoor. Im See wurde die seltene Rädertierchen-Art Lecane kluchor nachgewiesen.
Die Ecklgrubenhütte ist im Besitz der Almgenossenschaft der Gadaunerer Hochalmen. In der Gegend des Ecklgrubensees werden im Sommer vor allem Rinder und daneben Pferde gehalten.